# Heinrich Franz von Dassanowsky

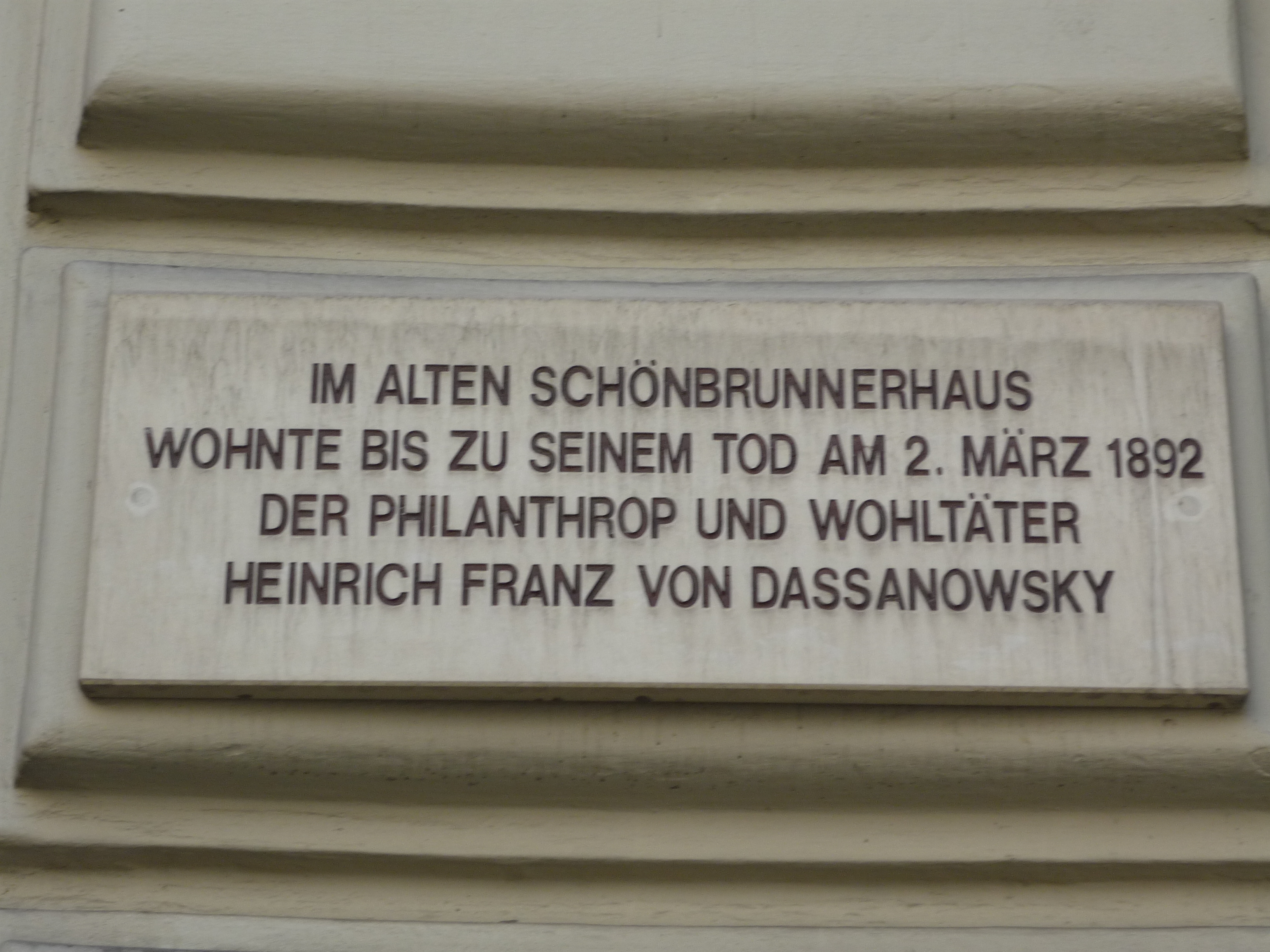
Gedenktafel zu Heinrich Franz von Dassanowsky, Wien I, Tuchlauben 8

Heinrich Franz von Dassanowsky, (eigentlich: Heinrich Franz Dassanofsky) (* 9. September 1813 in Wien; † 2. März 1892 ebenda) war kaiserlich-königlicher (k.k.) Beamter.
Heinrich Franz von Dassanowsky (eigentlich: Heinrich Franz Dassanofsky) war Sohn des k.k. Hofreisendirektors und Obersthofpostamts-Official Christian Johann Nepomuk Dassanowsky (eigentlich: Dassanowsky). Er wurde 1838 mit Theresia (Therry), geb. von O’Kearney (aus der irischen adeligen Clan-Familie O’Kearney of Cashel stammend), verehelicht. In zweiter Ehe war er mit Magdalene Schubert verheiratet. Ab 1836 war er Adjunkt und dann ein Verwalter des k.k. Kammeral-Gefälle in Wien, dann Cassierer und zuletzt, bis 1892, Hauptcassierer der niederösterreichischen Landeshauptkasse.

## Zweifel an der Berechtigung zur Verwendung des Adelstitels
An der Namensform und besonders am angeblichen Adel bestehen erhebliche Zweifel. In den Wiener Adressbüchern der Jahre 1859–1892 erscheint regelmäßig ein Franz Dassanofsky, mit „f“ gelegentlich auch mit „ff“ geschrieben, zunächst Landeshauptcassa-Adjunkt, später Landeshauptcassa-Cassierer, zuletzt Hauptcassierer der n. ö. (niederösterreichischen) Landeshaupt-Cassa. In keinem einzigen Fall aber erscheint das Wort „von“ oder der Buchstabe „v.“ vor dem Namen. Zwischen 1893 und 1908 erscheint dann nur noch die Witwe Magdalene (nicht Magdalena) Dassanofsky in den Adressbüchern. Zwischen 1883 und 1893 wohnte Franz Dassanofsky in Tuchlauben 8, nicht in Tuchlauben 1. Insofern ist auch das Schild mit dem falschen Namen am falschen Haus.
Im Totenbeschauprotokoll der Stadt Wien (WStLA, Totenbeschreibamt, B1) ist er als Heinrich Franz Dassanofsky, k. k. Hauptkassierer der Landeshauptkasse, Wien, Tuchlauben 8, unter dem 2. März 1892 eingetragen.